# 쪽빛보다 푸르게
《쪽빛보다 푸르게》(일본어: 藍より青し 아이요리 아오시[*])은후미즈키 코우의 같은 이름인 하렘계 애니메이션이다. 2002년 작품으로 악독한 남자 주인공 주위에 미소녀들이 둘러싸 여러 가지 일이 생기다는 전형적인 하렘물 이야기로 흘러가지만, 쪽빛보다 푸르게는 카오루와 아오이, 이 둘을 확실한 커플로 묶어놓고 주인공이 성장하는 이야기를 담고 있다. 하렘에서 만든 일본의 애니메이션으로, 에서 2002부터 2003 까지 종료했다.

## 방영
- 애니메이션 인기에 힘입어 2003년에는 2기 〈쪽빛보다 푸르게 ~인연~〉 이 만들어졌다.
- 대한민국 안에서는 대원에서 《천생연분》이란 제목으로 소개되었고 애니메이션은 《쪽빛보다 푸르게》로 애니원을 통해 방영되었다.

## 등장인물
사쿠라바 아오이
하나비시 카오루
카구라자키 미야비
티나 포스터
성우 : 유키노 사츠키 / 지미애
미나즈키 타에코
성우 : 미즈하시 카오리 / 김지혜
미유키 마유
성우 : 정소영
미나즈키 치카
성우 : 배정민